# Cathartosilvanus opaculus
Cathartosilvanus opaculus es una especie de coleóptero de la familia Silvanidae. Descrito en 1854 por John Lawrence LeConte

## Distribución geográfica
Habita en el Neotrópico y en Florida, Arizona,  California en (Estados Unidos).